# Zorzines minuta
Zorzines minuta är en fjärilsart som beskrevs av Inoue 1992. Zorzines minuta ingår i släktet Zorzines och familjen nattflyn. Inga underarter finns listade i Catalogue of Life.